# Videsångare
Videsångare (Phylloscopus schwarzi) är en asiatisk fågel i familjen lövsångare (Phylloscopidae). Den häckar huvudsakligen på tajgan i sydöstra Sibirien. Vintertid flyttar den till Sydostasien. I Europa är den en sällsynt men regelbunden gäst, bland annat i Sverige där den uppträder årligen i slutet av september och oktober.

## Utseende och läte
Videsångaren är stor som en lövsångare. Den är morfologiskt lätt att förväxla med brunsångare men videsångaren har kraftigare kroppsbyggnad och större huvud med brantare panna. Näbben är kort, trubbig och kraftig, benen är grövre och ljusare. Ovansidan är rätt mörkbrun med olivgrå ton, undersidan smutsvit med varmt gulbeige på bröst, kroppssidor och undergump. Den har ett kraftigt ljust ögonbrynsstreck och mörkt ögonstreck. Till skillnad från brunsångare är den lite trögare i rörelserna och inte så rörlig som denna. Arten upptäcks främst på dess lockläte, som utgörs av ett lågmält och mjukt chick.

## Utbredning
Videsångaren har sitt främsta utbredningsområde på taigan i sydöstra Sibirien, från Novosibirsk och Altaj i väster, till Sachalin i öster och vidare söderut genom provinsen Heilongjiang i Kina till Nordkorea. Arten är en långflyttare vars övervintringsområde ligger i Sydostasien. Sällsynt men regelbundet uppträder videsångaren, precis som ett antal andra sibiriska arter som tajgasångare och kungsfågelsångare, i nordvästra Europa i månadsskiftet september–oktober, trots att det är 3000 kilometer från dess häckningsplatser.

### Förekomst i Sverige
I Sverige är videsångaren en sällsynt men regelbunden gäst som uppträder årligen, med över hundra fynd. Första fyndet utgjordes av en ringmärkt fågel i Ottenby på Öland 1962. I stort sett alla fynd har gjorts i slutet av september och oktober, och nästan hälften har gjorts på Öland och Gotland.

## Systematik
Lövsångarna behandlades tidigare som en del av den stora familjen sångare (Sylviidae). Genetiska studier har dock visat att sångarna inte är varandras närmaste släktingar. Istället är de en del av en klad som även omfattar timalior, lärkor, bulbyler, stjärtmesar och svalor. Idag delas därför Sylviidae upp i ett antal familjer, däribland Phylloscopidae. Lövsångarnas närmaste släktingar är familjerna cettior (Cettiidae), stjärtmesar (Aegithalidae) samt den nyligen urskilda afrikanska familjen hylior (Hyliidae).
Inom familjen är videsångaren allra närmast släkt med den asiatiska arten gulstreckad sångare (Phylloscopus armandii). De båda tillhör en grupp där även arterna stensångare (P. griseolus), alpsångare (P. affinis) och kokonorsångare (P. occisinensis) ingår. Trots sitt stora utbredningsområde delas videsångaren inte upp i några underarter utan behandlas som en monotypisk art.

## Ekologi
Fågeln trivs bäst i taigans gläntor, intill vattendrag med frodig undervegetation. Boet placeras lågt i en buske. Som många andra sångare är den insektsätare.

## Videsångaren och människan

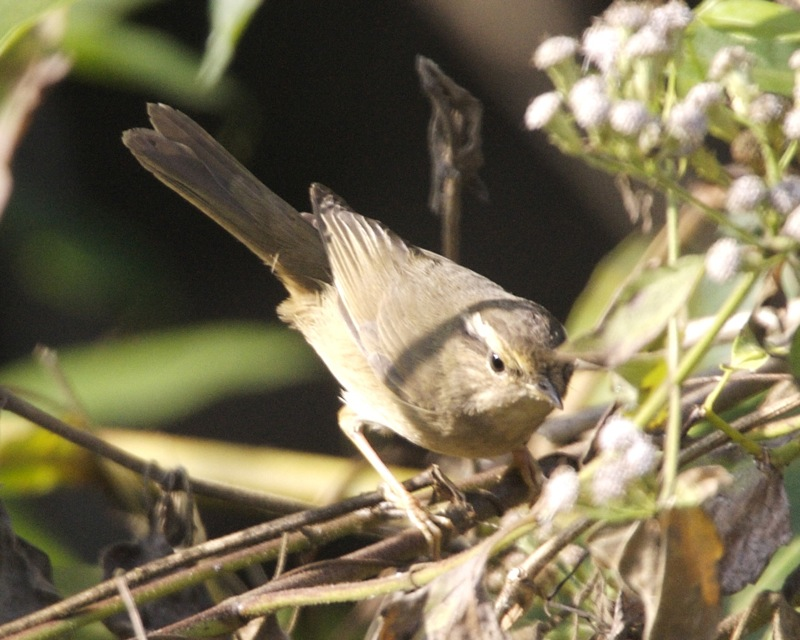

### Status och hot
Det finns ingen genomförd populationstrend av världspopulationen av videsångaren, menn arten finns över ett mycket stort område som uppskattas till 1.000.000-10.000.000 km² och den beskrivs som vanlig i delar av detta utbredningsområde. Detta resulterar i att internationella naturvårdsunionen IUCN kategoriserar den som livskraftig (LC) på sin lista över hotade fågelarter.

### Namn
Dess vetenskapliga artepitet har den fått för att hedra den tyske astronomen Ludwig Schwarz (1822-1894).